# Aequitas

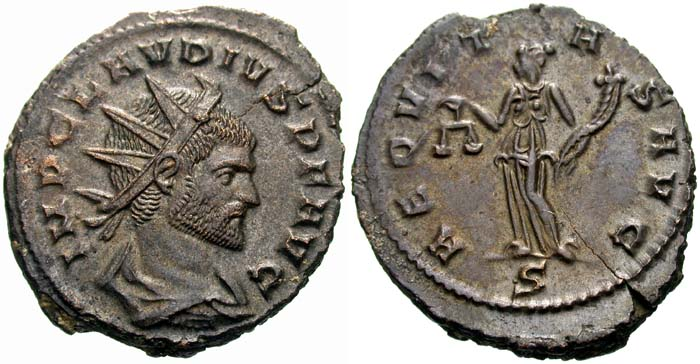
L'imperatore Claudio il Gotico sul dritto, e Aequitas con una bilancia e la cornucopia sul rovescio di un antoniniano del 268 d.C.

Aequitas, che faceva parte dei Di indigetes, è nella mitologia romana la personificazione dell'equità.

## Descrizione
Nell'iconografia monetaria la divinità femminile, vestita di una tunica che arriva ai piedi, con una mano regge una bilancia, e oggetti diversi, tra i quali la cornucopia o un ramo.
L'Aequitas era collegata alla parità di peso, di volume e di composizione che la moneta romana doveva avere per assicurarne la sua generale accettazione tra le genti. La parità era garantita dall'imperatore, verso il quale si aveva fiducia; se questa mancava, il commercio né soffriva. L'Aequitas in definitiva proteggeva il commercio.
Nell'antica Roma con il termine aequitas si intendeva  (anche?) la prassi rimediale non scritta che si instaurava tra i giuristi per la soluzione delle controversie; era quindi un concetto in divenire, non statico, che esprimeva la capacità di risolvere un problema relazionandosi alle esigenze economico-sociali e al contesto culturale.